# Târnava
Târnava (maďarsky Küküllő, německy Kokel, turecky Kokul nebo Kokulu) je řeka v Rumunsku, levostranný přítok řeky Mureș. Vzniká soutokem dvou zdrojnic ve městě Blaj – řek Târnava Mare (Velká Târnava, jižní zdrojnice dlouhá 223 km) a Târnava Mică (Malá Târnava, severní zdrojnice dlouhá 196 km). Obě zdrojnice pramení v pohoří Harghita, které je součástí rumunských Karpat. Samotná Târnava je dlouhá 23 km; při započítání délky zdrojnic potom buďto 246 km (Târnava Mare), nebo 219 km (Târnava Mică). Patří do úmoří Černého moře.
Největší město ležící u břehu řeky, konkrétně zdrojnice Târnava Mare, je Mediaș. Mezi další města ležící u břehu řeky či jejích zdrojnic patří Odorheiu Secuiesc, Cristuru Secuiesc, Sighișoara, Dumbrăveni, Copșa Mică, Blaj, Sovata, Sângeorgiu de Pădure a Târnăveni. U Târnavy (nikoliv jejích zdrojnic) leží sídla Tiur, Crăciunelu de Jos, Obreja, Cistei a Mihalț. Mezi přítoky kromě zdrojnic patří potoky Tur, Izvorul Iezerului, Secaș a Dunărița. Na řece je velké množství říčních ostrovů.
Rumunský název řeky je slovanského původu a je ekvivalentem názvu Trnava. Maďarský název Küküllő znamená trnka a pochází ze staré turečtiny. Tento název řece pravděpodobně dali Avaři a je dochován jak v maďarštině, tak i v němčině (Kokel) a turečtině (Kokul/Kokulu).